# Dorothy Ripley
Dorothy Ripley, född 1767, död 1831, var en brittisk författare och missionär i USA.
Hon föddes som dotter till William Ripley, medarbetare till John Wesley i Whitby, North Yorkshire. Ripley predikade vid en gudstjänst i Kapitolium 1806.

## Fotnoter
1. 1 2 3  Virginia Blain, Isobel Grundy & Patricia Clements, The Feminist Companion to Literature in English : Women Writers from the Middle Ages to the Present, 1990, s. 906.[källa från Wikidata]